# Puro sangue
Puro sangue (Sporting Blood) è un film drammatico statunitense del 1931 diretto da Charles Brabin.

## Produzione
Girato in gran parte in Kentucky, il film fu prodotto dalla Metro-Goldwyn-Mayer.